# Fräulein Wunder

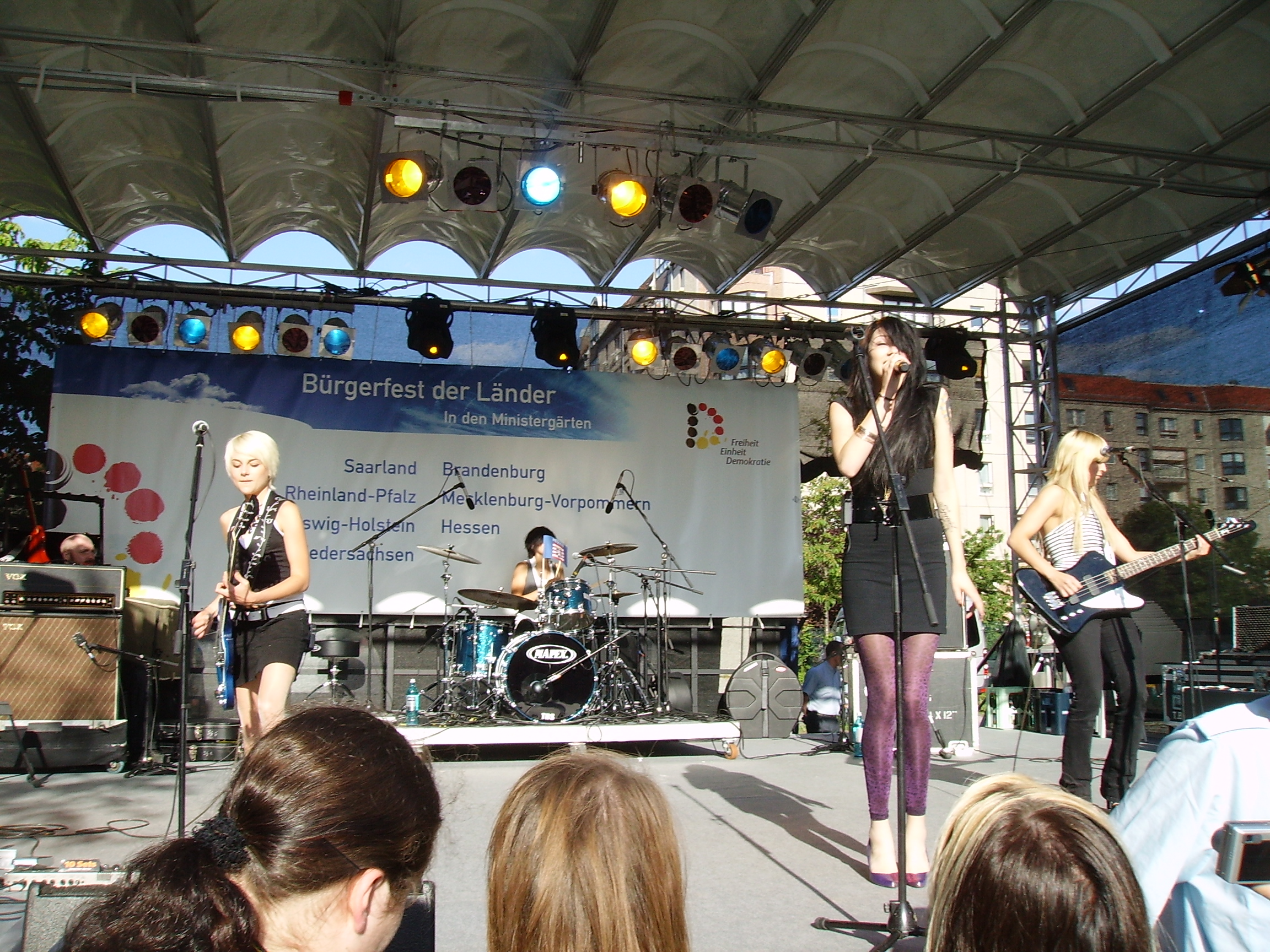
Fräulein Wunder live in den Ministergärten Berlin 2009

Fräulein Wunder war eine 2006 gegründete vierköpfige Pop-Rock-Girlband aus Friedberg in Hessen.

## Geschichte
Die vier Bandmitglieder fanden sich 2006 zusammen, um im heimischen Hobbykeller ihren musikalischen Idolen nachzueifern. Im Jahr 2007 schrieben sie erste eigene Lieder und bald folgten auch die ersten Auftritte. Zunächst wurde die Gruppe unter dem Namen Puppenblut gegründet. Vorübergehend verwendete man anschließend den Bandnamen sHERO, bis schließlich 2008, in Anlehnung an den Begriff „Fräuleinwunder“ aus den 1950er Jahren, der endgültige Name Fräulein Wunder gefunden wurde.
Bei einem ihrer Konzerte wurde die Musikgruppe von einem Plattenlabel entdeckt. Die Plattenfirma stellte ihnen Produzenten wie Uwe Fahrenkrog-Petersen (Nena) und Inga Humpe (2raumwohnung) an die Seite, mit denen sie Stücke für ihr erstes Album schrieben, welches 2008 erschien.
Die erste Singleauskopplung hieß Wenn ich ein Junge wär und wurde zwei Wochen vor dem Erscheinen des Albums veröffentlicht. Das Lied schaffte es auf Platz 16 der Charts.
Die Band stand bei Universal Vertigo unter Vertrag. 2008 trat die Band unter anderem beim Festival Rock am Ring auf. Des Weiteren war Fräulein Wunder von Juli bis August 2008 in mehrwöchigen täglichen Beiträgen, einem sogenannten „Bandtagebuch“, in der Sendung VIVA Live! zu sehen, in der sie sich als Newcomer-Band vorstellten und ihren Alltag als Reality-Soap inszenierten. 2009 vertrat die Band das Land Hessen beim Bundesvision Song Contest in Potsdam und belegte dabei mit dem Lied Sternradio den sechsten Platz.
Im Dezember 2010 löste sich die Band auf.

## Mitglieder
- Jana Chantal Franziska Loch (Chanty Wunder) (* 29. Oktober 1990 in Hanau) (wirkte 2011 als Solistin in dem Lied Disco in Moskau von ZiLL mit. Außerdem sang sie in Hexe Lilli – Die Reise nach Mandolan den Titelsong Om Nandi Om)[4]
- Kerstin Klein (Kerstin Wunder) (* 24. November 1990 in der Wetterau)[5]
- Stefanie Spänkuch (Steffy Wunder) (* 15. August 1989 in Lich)[6] (wohnt heute in Berlin-Kreuzberg und tritt mit der Band Supercircus auf. Regelmäßig ist sie auch als DJ und/oder Barkeeperin in Clubs und Diskotheken in Berlin aktiv)[7]
- Pia Gottwals (Pia Wunder) (* 15. Mai 1991 in Lich)[8]

## Diskografie

### Studioalben
| Jahr | Titel           | Höchstplatzierung, Gesamtwochen, AuszeichnungChartplatzierungen (Jahr, Titel, Platzierungen, Wochen, Auszeichnungen, Anmerkungen) | Höchstplatzierung, Gesamtwochen, AuszeichnungChartplatzierungen (Jahr, Titel, Platzierungen, Wochen, Auszeichnungen, Anmerkungen) | Höchstplatzierung, Gesamtwochen, AuszeichnungChartplatzierungen (Jahr, Titel, Platzierungen, Wochen, Auszeichnungen, Anmerkungen) | Anmerkungen                           |
| Jahr | Titel           | DE | AT | CH | Anmerkungen                           |
| ---- | --------------- | --- | --- | --- | ------------------------------------- |
| 2008 | Fräulein Wunder | DE40 (3 Wo.)DE | AT33 (3 Wo.)AT | — | Erstveröffentlichung: 29. August 2008 |

### Singles
| Jahr | Titel Album                                 | Höchstplatzierung, Gesamtwochen, AuszeichnungChartplatzierungen (Jahr, Titel, Album, Platzierungen, Wochen, Auszeichnungen, Anmerkungen) | Höchstplatzierung, Gesamtwochen, AuszeichnungChartplatzierungen (Jahr, Titel, Album, Platzierungen, Wochen, Auszeichnungen, Anmerkungen) | Höchstplatzierung, Gesamtwochen, AuszeichnungChartplatzierungen (Jahr, Titel, Album, Platzierungen, Wochen, Auszeichnungen, Anmerkungen) | Anmerkungen                             |
| Jahr | Titel Album                                 | DE | AT | CH | Anmerkungen                             |
| ---- | ------------------------------------------- | --- | --- | --- | --------------------------------------- |
| 2008 | Wenn ich ein Junge wär Fräulein Wunder      | DE16 (9 Wo.)DE | AT41 (5 Wo.)AT | — | Erstveröffentlichung: 14. August 2008   |
| 2008 | Mein Herz ist Gift für dich Fräulein Wunder | DE79 (1 Wo.)DE | — | — | Erstveröffentlichung: 14. November 2008 |
| 2009 | Sternradio Fräulein Wunder                  | DE55 (4 Wo.)DE | — | — | Erstveröffentlichung: 6. Februar 2009   |

## Auszeichnungen
- Wetterauer Kulturpreis 2009[10]